# Bobs Saga
Bobs Saga er en humoristisk fantasy-serie skrevet af den danske forfatter Michael Kamp.
Serien omhandler den ubegavede bondeknold Bob og hans bestræbelser på at blive en helt. Sammen med sine venner kæmper de for at skabe sig et navn i verden. Gruppen består af Bob, der kæmper med sin enorme tohåndsøkse, Lucy, en bitter mager ved navn Melfidan, en selvretfærdig elver ved navn Cilmarilius, en tyvagtig gelf ved navn Rubyn og en præst ved navn Moss.
I løbet af første bog støder endnu en gelf til, Eliazar.
Internt i gruppen er der mange skænderier, hvilket ofte en lige stor stor trussel for hinanden, som fjenderne er det.
Den verden bøgerne foregår i, ligner på overfladen en typisk fantasy-verden med elvere, dværge, trolde og orker. Imidlertid er verden mere kompleks end andre lignende: De onde er ikke entydigt onde, og de gode er ikke altid specielt gode.
Der er indtil nu udkommet tre bøger i serien:
- Bobs Saga 1: Tørre tæsk og springskaller (2006) – ISBN 87-7691-127-6
- Bobs Saga 2: Elvere og andre halv-trolde (2007) – ISBN 978-87-7691-776-0
- Bobs Saga 3: I mørke er alle helte grå (2009) – ISBN 978-87-7691-471-4